# Tamás Deutsch
Tamás Deutsch (Hungría, 4 de diciembre de 1969) es un nadador húngaro retirado especializado en pruebas de estilo espalda, donde consiguió ser medallista de bronce mundial en 1994 en los 100 metros estilo espalda.

## Carrera deportiva
En el Campeonato Mundial de Natación de 1994 celebrado en Roma, ganó la medalla de bronce en los 100 metros estilo espalda, con un tiempo de 55.69 segundos, tras el español Martín López-Zubero  (oro con 55.17 segundos) y el estadounidense Jeff Rouse (plata con 55.51 segundos).